# Michael H. Kater
Michael Hans Kater (* 4. Juli 1937 in Zittau) ist ein deutsch-kanadischer Historiker, der zu verschiedenen Themen des Nationalsozialismus geforscht und veröffentlicht hat. 

## Leben
Kater wuchs in Zittau, Wersabe und Krefeld auf, bis er 1953 mit seinen Eltern nach Kanada auswanderte. Er studierte Geschichte, Soziologie und Musik an der University of Toronto (B.A. 1959, M.A. 1961) und in München und Heidelberg. Er wurde 1966 an der Universität Heidelberg bei Werner Conze mit einer Arbeit über das SS-Ahnenerbe zum Dr. phil. promoviert. Ab 1967 lehrte er an der York University in Toronto. 2003 wurde er emeritiert.
Er veröffentlichte eine Arbeit über Swing und Jazz im Nationalsozialismus sowie unter anderem über Musiker und Komponisten im „Dritten Reich“, Mediziner im Nationalsozialismus, das Ahnenerbe und  die Hitlerjugend sowie eine Biographie der Opernsängerin Lotte Lehmann.

## Veröffentlichungen (Auswahl)
- Das „Ahnenerbe“: Die Forschungs- und Lehrgemeinschaft in der SS, Organisationsgeschichte von 1935–1945. München 1966, DNB 481413898 (Dissertation Universität Heidelberg 18. November 1966, 594 S.); veröffentlicht als: Das „Ahnenerbe“ der SS 1935–1945. Ein Beitrag zur Kulturpolitik des Dritten Reiches. 4. Auflage. Oldenbourg, München 2006, ISBN 978-3-486-57950-5, (= Studien zur Zeitgeschichte 6), (Teilw. zugl.: Heidelberg. Univ., Diss., 1966), (Volltext online verfügbar).
- The Reich Vocational Contest and Students of Higher Learning in Nazi Germany. In: Central European History. Band 7, 1974, S. 225–261.
- Studentenschaft und Rechtsradikalismus in Deutschland (1918–1933). Eine sozialgeschichtliche Studie zur Bildungskrise in der Weimarer Republik. Hoffmann und Campe, Hamburg 1975, ISBN 3-455-09187-3.
- The Nazi Party. A social profile of members and leaders 1919–1945. Harvard UP 1983.
- Medizinische Fakultäten und Medizinstudenten: Eine Skizze. In: Fridolf Kudlien (Hrsg.): Ärzte im Nationalsozialismus. Köln 1985, S. 82–104 und 261–269.
- Medizin und Mediziner im Dritten Reich. Eine Bestandsaufnahme. In: Historische Zeitschrift. Band 244, 1987, S. 299–352.
- Doctors under Hitler. University of North Carolina Press, Chapel Hill, London 1989, ISBN 0-8078-1842-9. Deutsche Übersetzung: Ärzte als Hitlers Helfer. Europa-Verlag, Hamburg 2000, ISBN 3-203-79005-X.
- Different drummers. Jazz in the culture of Nazi Germany. Oxford University Press, New York, Oxford 1992. Deutsche Übersetzung: Gewagtes Spiel. Jazz im Nationalsozialismus. Kiepenheuer und Witsch, Köln 1995, ISBN 3-462-02409-4.
- The twisted muse. Musicians and their music in the Third Reich. Oxford University Press, New York 1997. Deutsche Übersetzung: Die mißbrauchte Muse. Musiker im Dritten Reich. Europa-Verlag, München 1998, ISBN 3-203-79004-1.
- Composers of the Nazi era: eight portraits.  Oxford University Press, New York, Oxford 2000, ISBN 0-19-509924-9. Deutsche Übersetzung: Komponisten im Nationalsozialismus. Acht Porträts. Parthas-Verlag, Berlin 2004, ISBN 3-936324-12-3. (Behandelt Werner Egk, Paul Hindemith, Kurt Weill, Karl Amadeus Hartmann, Carl Orff, Hans Pfitzner, Arnold Schoenberg und Richard Strauss.)
- Hitler Youth. Harvard University Press, Cambridge, Mass., London 2004, ISBN  0-674-01496-0. Deutsche Übersetzung: Hitler-Jugend. Primus-Verlag, Darmstadt 2005, ISBN 3-89678-252-5.
- Never sang for Hitler: the life and times of Lotte Lehmann, 1888–1976. Cambridge University Press, New York 2008, ISBN 978-0-521-87392-5.
- Weimar. From Enlightenment to the Present. Yale University Press, New Haven 2014, ISBN 978-0300170566.[2]
- Culture in Nazi Germany. Yale University Press, New Haven 2019, ISBN 978-0-300-21141-2.[3]